# WTA Tour Championships 2010
Il WTA Tour Championships 2010 (conosciuto anche come Sony Ericsson Championships – Doha 2010) si è giocato a Doha, in Qatar dal 26 al 31 ottobre. È stata la terza ed ultima volta che il Khalifa International Tennis Complex ha ospitato il WTA Tour Championships di fine anno, dal 2011 il torneo si sposterà infatti ad Istanbul, in Turchia.
Il torneo ha visto in campo le migliori otto giocatrici di singolare della stagione divise in due gironi: bianco e marrone e le 4 migliori coppie di doppio.

## Qualificate

### Singolare
| Race ranking singolare (18 ottobre 2010) | Race ranking singolare (18 ottobre 2010) | Race ranking singolare (18 ottobre 2010) | Race ranking singolare (18 ottobre 2010) | Race ranking singolare (18 ottobre 2010) |
| Ranking                                  | Nome                                     | Punti                                    | Tornei                                   | Data Qualificazione                      |
| ---------------------------------------- | ---------------------------------------- | ---------------------------------------- | ---------------------------------------- | ---------------------------------------- |
| 1                                        | Caroline Wozniacki                       | 7,270                                    | 21                                       | 29 settembre                             |
| 2                                        | Vera Zvonarëva                           | 6,096                                    | 18                                       | 1º ottobre                               |
|                                          | Serena Williams                          | 5,355                                    | 12(6)                                    | Infortunio al piede                      |
| 3                                        | Kim Clijsters                            | 5,295                                    | 13(10)                                   | 2 ottobre                                |
|                                          | Venus Williams                           | 4,985                                    | 14(9)                                    | Lesione del ginocchio sinistro           |
| 4                                        | Francesca Schiavone                      | 4,595                                    | 21                                       | 6 ottobre                                |
| 5                                        | Samantha Stosur                          | 4,572                                    | 18                                       | 6 ottobre                                |
| 6                                        | Jelena Janković                          | 4,236                                    | 19                                       | 9 ottobre                                |
| 7                                        | Elena Dement'eva                         | 4,085                                    | 19(18)                                   | 9 ottobre                                |
| 8                                        | Viktoryja Azaranka                       | 3,535                                    | 19                                       | 20 ottobre                               |

Il 29 settembre Caroline Wozniacki è stata la prima a qualificarsi per il Masters dopo aver vinto il suo match del secondo turno del torneo di Tokyo.

Caroline Wozniacki partecipa al masters come nº 1 del mondo

Caroline Wozniacki ha disputato nel 2010 la sua migliore stagione, vincendo sei titoli di singolare, e raggiungendo il nº 1 della classifica mondiale dopo aver raggiunto i quarti di finale, e poi vinto, il China Open. È diventata la quinta giocatrice nella storia del WTA Tour a raggiungere il 1º posto della classifica senza vincere un torneo del Grande Slam. Ha raggiunto la sua prima finale dell'anno a Indian Wells perdendo contro Jelena Janković 6-2, 6-4. Ha poi vinto il suo primo titolo al MPS Group Championships battendo in finale Ol'ga Govorcova per 6-2, 7-5. Il suo periodo migliore è stato dopo il torneo di Wimbledon quando ha vinto 5 tornei consecutivi su 7, cominciando col Danish Open dove ha sconfitto Klára Zakopalová 6-2, 7–6(5). Dopo questo ha vinto i titoli della Rogers Cup contro Vera Zvonarëva battuta in finale 6-3, 6-2 e del Pilot Pen Tennis battendo in finale Nadia Petrova 6-3, 3-6, 6-3. Più tardi ha nuovamente vinto due titoli consecutivi: a Tokyo e a Pechino battendo rispettivamente in finale Elena Dement'eva per 1-6, 6-2, 6-3 e Vera Zvonarëva per 6-3, 3-6, 6-3. Nei tornei del Grande Slam, Caroline ha raggiunto il quarto turno agli Australian Open perdendo contro Li Na per 6-4, 6-3. Ha raggiunto il suo primo quarto di finale all'Roland Garros, ma ha perso contro la futura campionessa Francesca Schiavone per 6-2, 6-3. A Wimbledon ha subito perso al quarto turno contro Petra Kvitová per 6-2, 6-0. Negli US Open ha disputato il suo primo torneo dello Slam da numero 1 del mondo data l'assenza di Serena Williams che si era infortunata, ma ha perso in semifinale 6-4, 6-3 contro Vera Zvonarëva.
Il 1º ottobre, Vera Zvonarëva si è qualificata al Masters dopo aver raggiunto i quarti di finale al torneo di Tokyo.

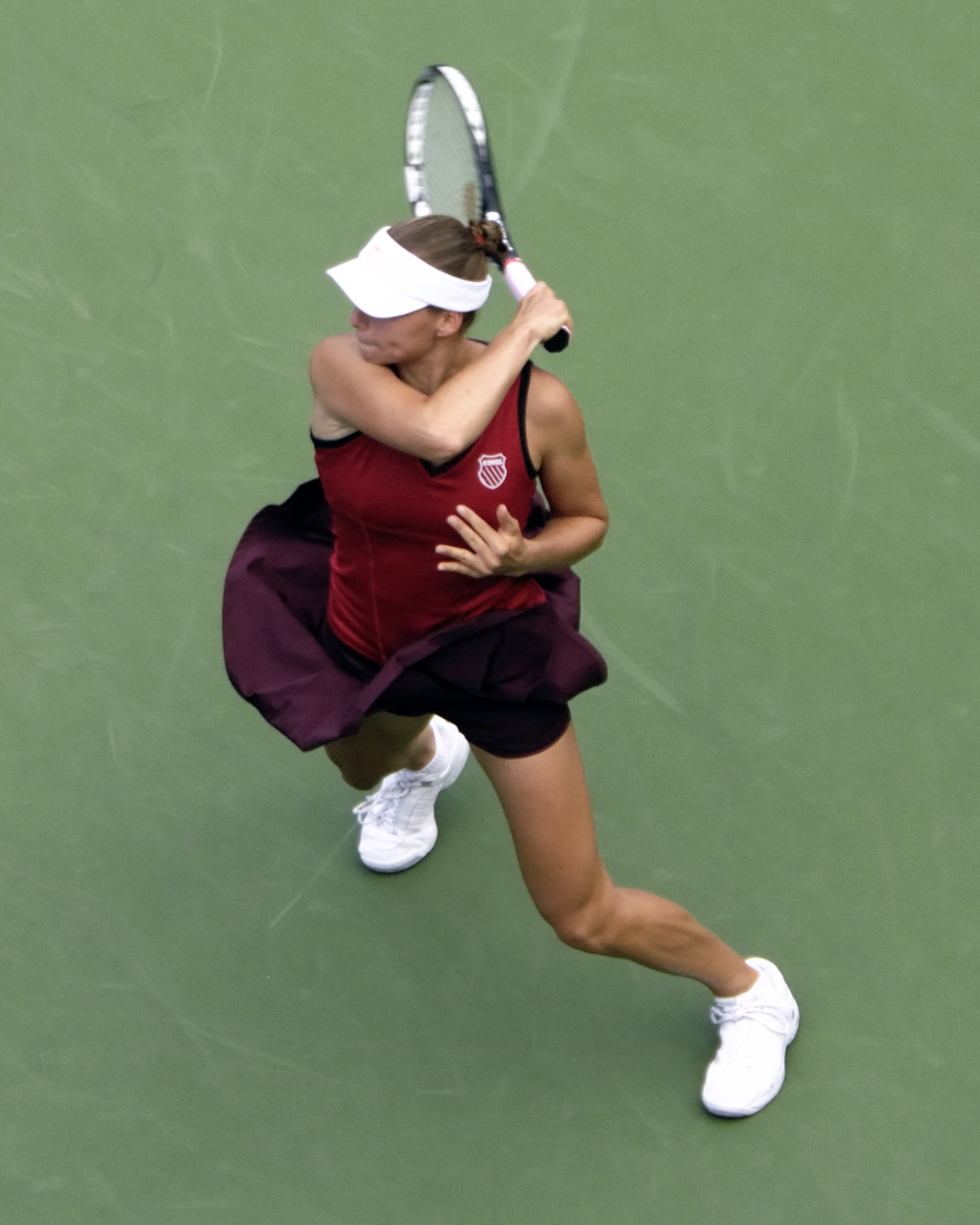
Vera Zvonarëva, finalista del torneo di Wimbledon

Vera Zvonarëva ha avuto un'esaltante seconda parte di stagione. Ha iniziato male l'anno uscendo dalle prime 20 del mondo dopo aver fallito la difesa dei punti conquistati con la semifinale dell'Australian Open 2009, quando è stata battuta da Viktoryja Azaranka al quarto turno e quelli del titolo del BNP Paribas Open 2009. Ha vinto il suo unico titolo dell'anno nel PTT Pattaya Open 2010 da campionessa in carica sconfiggendo in finale la favorita padrona di casa Tamarine Tanasugarn col punteggio di 6-4, 6-4. Ha raggiunto altre cinque finali ma ha perso in tutte. Ha perso contro Samantha Stosur per 6-0, 6-3 nella Family Circle Cup, contro la Wozniacki sia nella Rogers Cup che nel China Open 6-3, 6-2 e 6-3, 3-6, 6-3 rispettivamente. Il principale successo della Zvonareva è arrivato con il raggiungimento della prima finale della sua carriera in un torneo del Grande Slam a Wimbledon quando ha battuto nei quarti di finale Kim Clijsters per la prima volta, ma perdendo nettamente in finale contro la campionessa in carica Serena Williams per 6-3, 6-2. Ha raggiunto la seconda finale consecutiva in un torneo dello Slam agli US Open dopo aver sconfitto la nº1 del seeding Caroline Wozniacki in semifinale, ma perdendo contro la campionessa in carica Kim Clijsters. Ha raggiunto il 2º posto della classifica mondiale ed è alla sua 4ª partecipazione al Masters di fine anno dove ha raggiunto la finale nel 2008.
Il 1º ottobre, Serena Williams e Kim Clijsters hanno raggiunto la qualificazione per il Masters.
Serena Williams ha iniziato l'anno raggiungendo la finale nel Medibank International Sydney, perdendo contro Elena Dement'eva 6-3, 6-2. Ha vinto 2 dei 6 eventi a cui ha partecipato. La prima volta agli Australian Open sconfiggendo in finale la rivala Justine Henin per 6-4, 3-6, 6-2, dopo essere superato Viktoryja Azaranka nei quarti di finale che era avanti di un set e 4-0. Con la conquista del titolo, ha stabilito il record di 5 titoli vinti agli Australian Open nell'era Open. Ha vinto il suo secondo titolo a Wimbledon battendo Vera Zvonarëva per 6-3, 6-2, in tal modo ha raggiunto Billie Jean King come numero di titoli del Grande Slam vinti. All'Open di Francia ha perso contro Samantha Stosur per 6-3, 6(2)–7, 8-6 dopo aver fallito un match point sul punteggio di 5-4 nel set finale. Alcune lesioni l'hanno tormentata per tutta la stagione, saltando tre mesi di stagione dopo gli Australian Open a causa di un infortunio alla gamba e altri 4 mesi a causa di un taglio al piede destro dopo il torneo di Wimbledon, saltando gli US Open e, infine, perdendo il numero mondo uno della classifica mondiale. Era la detentrice del titolo, ma ha annunciato la sua aseenza a causa di un infortunio al piede.

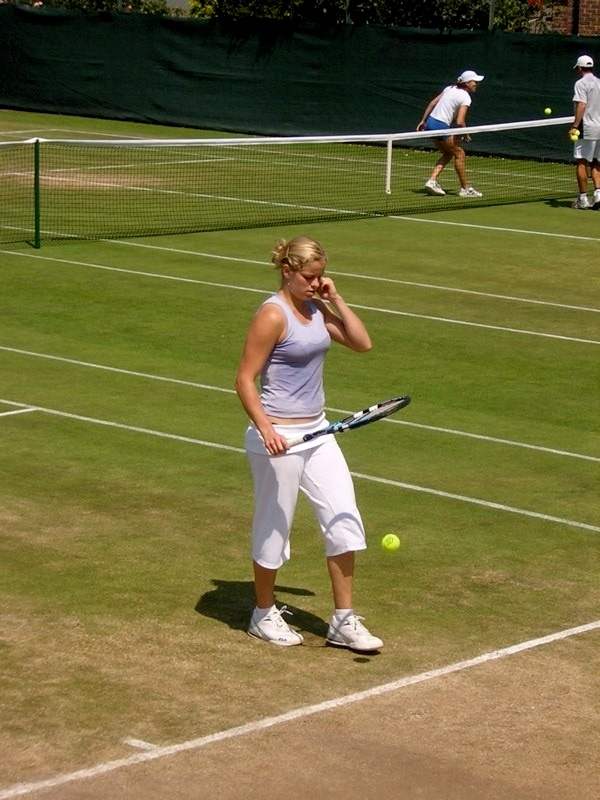
Kim Clijsters due volte vincitrice nel 2002 e 2003

Kim Clijsters ha iniziato l'anno vincendo il Brisbane International battendo in finale Justine Henin, da rientrata nel circuito, per 6-3, 4-6, 7–6(6). Agli Australian Open ha perso al terzo turno contro Nadia Petrova col peggiore passivo della sua carriera: 6-0, 6-1. Ha vinto il suo secondo titolo dell'anno a Miami, sconfiggendo Venus Williams per 6-2, 6-1. Si è ritirata all'Open di Francia a causa di uno strappo muscolare al piede sinistro, che le ha impedito di giocare la sfida di Fed Cup del Belgio contro l'Estonia. Al Torneo di Wimbledon ha perso per la prima volta contro Vera Zvonarëva nei quarti di finale per 3-6, 6-4, 6-2. A Cincinnati ha sconfitto in finale Marija Šarapova per 2-6 7–6(4) 6-2 dopo aver salvato un match point prima che la pioggia interrompesse la partita. Ha poi continuato la sua striscia vincente agli US Open raggiungendo 21 vittorie dopo aver sconfitto in finale Vera Zvonarëva 6-2, 6-1. Si è trovata a competere nel Masters per il 7º anno dopo aver vinto due volte nel 2002 e 2003.
Il 4 ottobre, Venus Williams ha raggiunto la qualificazione per il Masters.

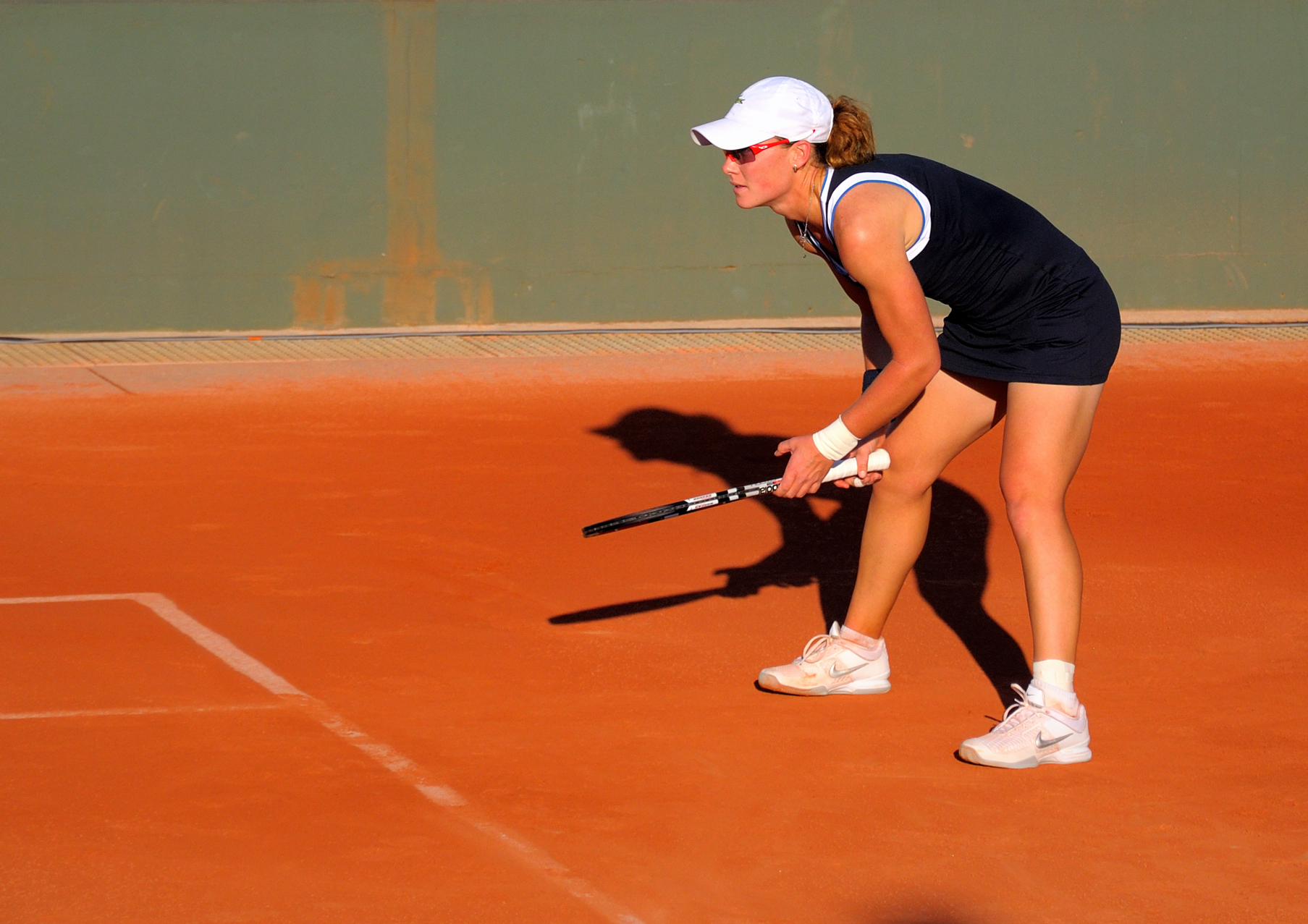
Samantha Stosur partecipa per la 1ª volta al Masters di fine anno

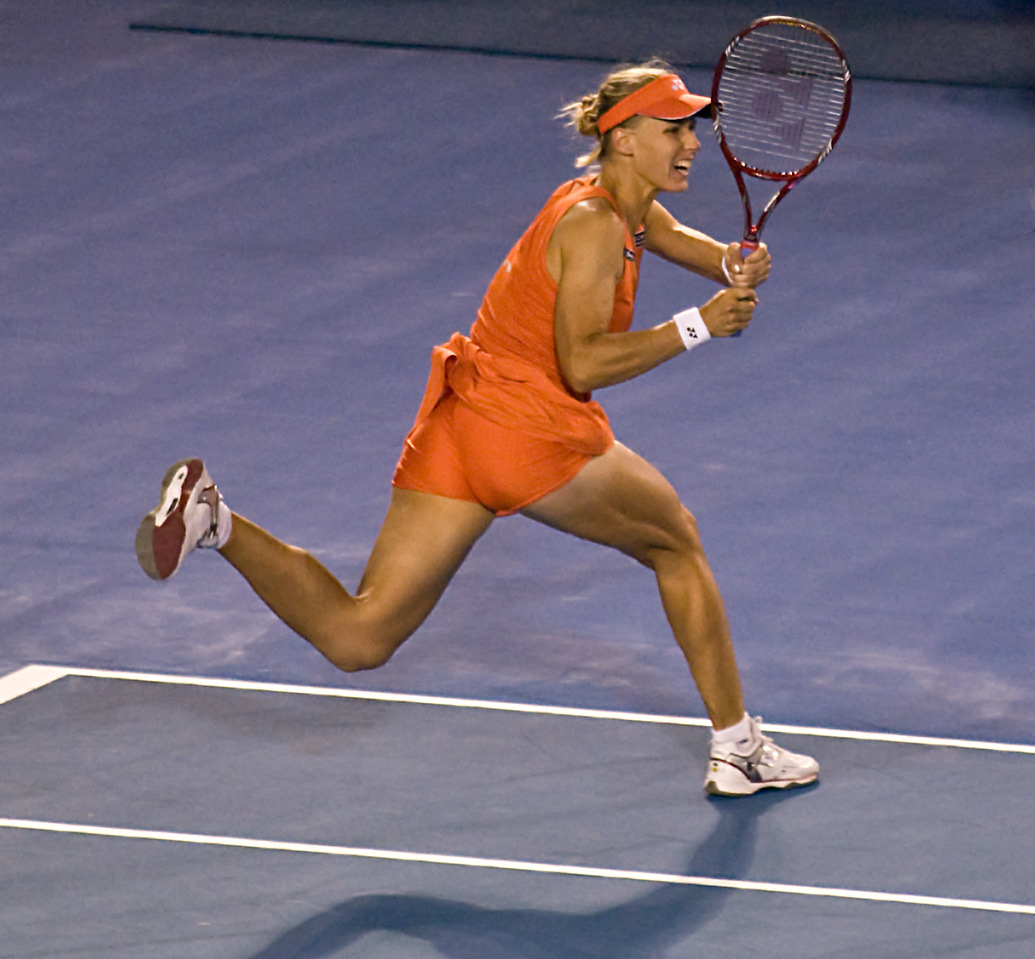
Elena Dement'eva ha raggiunto la semifinale due volte: nel 2000 e nel 2008

Venus Williams ha continuato a lottare nei tornei del Grande Slam al di fuori di Wimbledon. Ha perso contro Li Na nei quarti di finale degli Australian Open per 2-6, 7–6(4), 7-5 pur essendo a due punti di distanza dalla vittoria. Ha poi vinto il titolo a Dubai e Acapulco sconfiggendo Viktoryja Azaranka per 6-3, 7-5 e Polona Hercog 2-6, 6-2, 6-3, rispettivamente. Venus ha successivamente raggiunto la finale del Sony Ericsson Open dove ha perso dopo 15 vittorie consecutive contro Kim Clijsters per 6-2, 6-1. Nella parte di stagione che si gioca sulla terra ha subito perso nei quarti di finale degli Internazionali d'Italia per 6-0, 6-1 contro Jelena Janković. A Madrid ha raggiunto la finale ma ha perso contro la francese Aravane Rezaï per 6-2, 7-5. All'Open di Francia ha superato i primi 3 turni ma ha perso contro Nadia Petrova per 6-4, 6-3. Al Torneo di Wimbledon dove aveva raggiunto la finale negli ultimi tre anni, ha subito una sorprendente sconfitta da Cvetana Pironkova per 6-2, 6-3 nei quarti di finale. Venus non ha partecipato alle US Open Series a causa di un infortunio al ginocchio sinistro, ma ha gareggiato negli US Open dove ha perso in semifinale contro Kim Clijsters per 6-4, 6-7, 4-6. Venus Williams, con i 4.985 punti in 13 tornei disputati, sarebbe stata qualificata per il torneo, ma il 6 ottobre 2010 ha annunciato la fine anticipata della sua stagione per un problema ad un ginocchio.
Il 6 ottobre le finaliste dell'Open di Francia Francesca Schiavone e Samantha Stosur si sono qualificate per il Masters.
Samantha Stosur ha giocato la migliore stagione della sua carriera, raggiungendo per la prima volta la finale in un torneo del Grande Slam all'Open di Francia dopo aver sconfitto 3 ex numero uno del mondo: Justine Henin, Serena Williams e Jelena Janković, prima di essere battuta da Francesca Schiavone per 4-6, 6(2)–7. Negli altri Slam, ha perso contro la futura campionessa sia agli Australian Open e agli US Open perdendo contro Serena Williams per 6-4 6-2 in Australia nel quarto turno e contro Kim Clijsters agli US Open nei quarti di finale. La sua sconfitta più deludente è venuta a Wimbledon, dove è uscita nel primo turno contro Kaia Kanepi che ha vinto 4-6, 4-6, diventando la prima finalista degli Open di Francia a perdere al primo turno del torneo di Wimbledon. Nonostante la sconfitta, ha mantenuto il nº 5 della classifica mondiale. Ha anche raggiunto altre due finali: nella Family Circle Cup dove ha sconfitto Vera Zvonarëva per 6-0, 6-3 e nel Porsche Tennis Grand Prix, dove ha perso contro Justine Henin per 6-4, 2-6, 6-1. Samantha Stosur ha giocato per la prima volta questo torneo di fine anno.

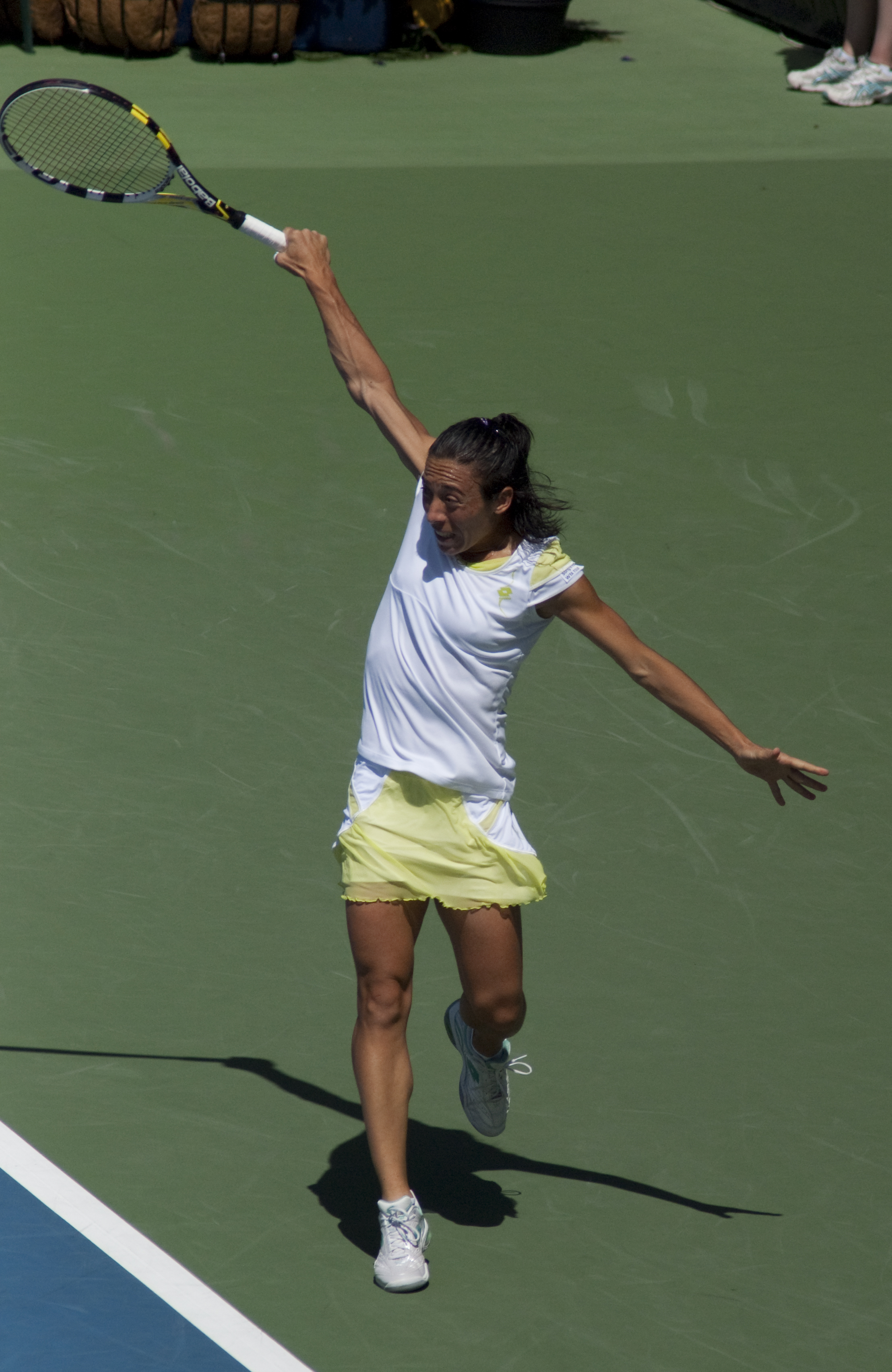
Francesca Schiavone vincitrice del Roland Garros

Francesca Schiavone ha giocato la migliore stagione della sua carriera. Ha vinto il suo primo titolo del Grande Slam al Roland Garros battendo in finale Samantha Stosur 6-4, 7–6(2). per la prima volta ha superato i quarti di finale ed è stata la prima italiana a vincere un torneo del Grande Slam e a raggiungere la 6ª posizione nel ranking mondiale. Come Samantha Stosur ha perso nel primo turno del torneo di Wimbledon contro Vera Duševina per 7-6, 5-7, 1-6. Ha vinto il titolo del Barcelona Ladies Open sconfiggendo la connazionale Roberta Vinci per 6-1, 6-1. Ha anche raggiunto il quarto turno degli Australian Open e ai quarti degli US Open perdendo in entrambi contro Venus Williams 3-6, 6-2, 6-1 e 7–6(5), 6-4, rispettivamente. Francesca ha partecipato per la 1ª volta al torneo di fine anno.
Il 9 ottobre, a causa di ritiro di Venus Williams, sia Elena Dement'eva che Jelena Jankovic si sono assicurate un posto nel Masters.

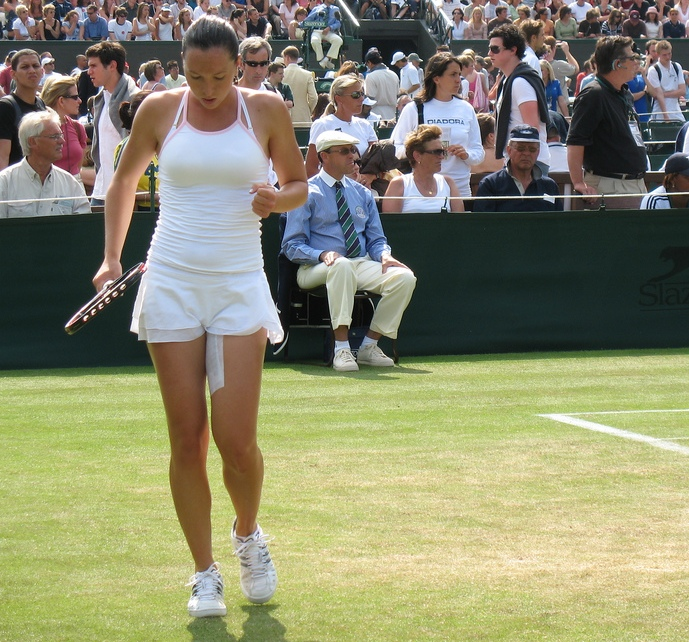
Jelena Janković partecipa per la quarta volta consecutiva al Masters

Jelena Janković ha continuato a trovare la forma che l'aveva portata al numero 1 della classifica mondiale. Ha raggiunto due finali nel corso dell'anno, la sua prima venuta sul cemento del BNP Paribas Open dove ha sconfitto Caroline Wozniacki 6-2, 6-4 e sui campi in terra degli Internazionali BNL d'Italia, dove ha sconfitto sia Venus Williams e Serena Williams nei quarti di finale e semifinale, rispettivamente, prima di perdere contro María José Martínez Sánchez per 6(5)–7, 5-7. Nei tornei del Grande Slam, la Jankovic ha raggiunto la sua prima semifinale dopo quella superata degli US Open 2008 all'Open di Francia, perdendo contro Samantha Stosur 6-1, 6-2. Ha anche raggiunto il terzo turno degli Australian Open e US Open perdendo per 6-2 6-3 contro Al'ona Bondarenko e Kaia Kanepi per 6-2, 7–6(1), rispettivamente. Al torneo di Wimbledon è stata in grado di raggiungere il quarto turno prima di ritirarsi contro la futura finalista Vera Zvonarëva mentre perdeva 6-1, 3-0. Ha partecipato per la quarta volta consecutiva al Masters dopo aver raggiunto le semifinali nelle due precedenti edizioni.
Elena Dement'eva avuto una stagione altalenante, perché è uscita della top ten per la prima volta dal 2008. Tuttavia, è stata in grado di raggiungere quattro finali nel corso dell'anno, vincendone due. Il suo primo titolo è arrivato al Medibank International di Sydney dove ha sconfitto in finale la numero uno del mondo in carica, Serena Williams per 6-3, 6-2 e la seconda al GDF Suez Open sconfiggendo la ceca Lucie Šafářová per 6(5)–7, 6-1, 6-4. Ha perso in finale contro Alisa Klejbanova per 6-3, 6-2 al Malaysian Open e Caroline Wozniacki per 1-6, 6-2, 6-3 al Toray Pan Pacific Open. Nei tornei del Grande Slam, Elena non ha avuto fortuna e ha perso contro la finalista Justine Henin, per 5-7, 6(6)–7, nel secondo turno degli Australian Open, e si è ritirata contro Francesca Schiavone, dopo il tie-break del primo set della semifinale dell'Open di Francia. L'infortunio l'ha costretta a saltare Wimbledon, dopo 46 apparizioni consecutive nel tabello principale dei tornei del Grande Slam. Agli US Open ha raggiunto il quarto turno prima di perdere contro Samantha Stosur. Questa è la sua decina apparizione al Masters di fine anno dopo ha raggiunto la semifinale due volte: nel 2000 e nel 2008.
Il 20 ottobre Victoria Azarenka ha sostituito Serena Williams accendendo al Masters di fine anno

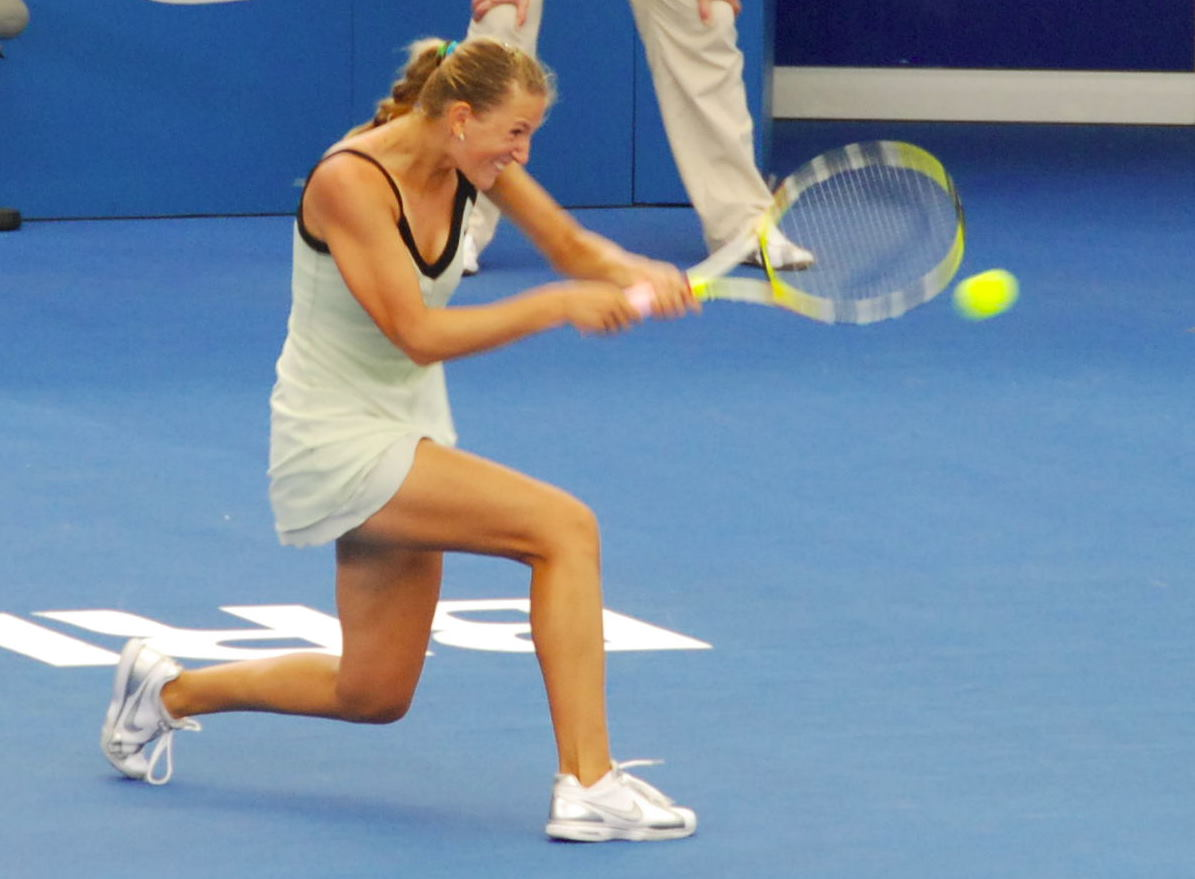
Viktoryja Azaranka ha raggiunto l'ottavo e ultimo posto per il Masters

Viktoryja Azaranka ha avuto un anno poco brillante rispetto alla sua stagione di esordio nel 2009. Pur mostrando una buona forma all'inizio dell'anno, raggiungendo la semifinale, i quarti di finale, e la finale di Sydney, degli Australian Open, di Dubai. Un fastidioso infortunio subito durante la Family Circle Cup, l'ha fatta faticare durante tutta la stagione sulla terra e per questo motivo ha perso nel primo turno dell'Open di Francia. All'AEGON International, ha mostrato segni di ripresa sconfiggendo Agnieszka Radwańska e Kim Clijsters, prima di essere sconfitta in finale da Ekaterina Makarova per 7–6(5), 6-4. Ha perso nel terzo turno di Wimbledon. La sua buona forma mostrata a Eastbourne è stata evidenziata nella la stagione americana sul cemento, vincendo il Bank of the West Classic battendo le teste di serie Samantha Stosur per 6-2, 6-3 in semifinale e Marija Šarapova per 6-4, 6-1 in finale. Ha raggiunto la semifinale nella Rogers Cup conquistando il 3º posto nella classifica delle US Open Series. Nonostante la sua buona forma, una commozione cerebrale ha costretto l'Azarenka al ritiro nel secondo turno degli US Open. La semifinale a Tokyo e i quarti di finale di Mosca hanno permesso all'Azarenka di prendere l'ottavo e ultimo posto per il Masters. Questa è la sua seconda apparizione al torneo di fine anno.

### Doppio
| Race ranking doppio (4 ottobre 2010) | Race ranking doppio (4 ottobre 2010) | Race ranking doppio (4 ottobre 2010) | Race ranking doppio (4 ottobre 2010) | Race ranking doppio (4 ottobre 2010) |
| Ranking                              | Nome                                 | Punti                                | Tornei                               | Data Qualificazione                  |
| ------------------------------------ | ------------------------------------ | ------------------------------------ | ------------------------------------ | ------------------------------------ |
| 1                                    | Gisela Dulko Flavia Pennetta         | 8.111                                | 14                                   | 14 settembre                         |
| 2                                    | Květa Peschke Katarina Srebotnik     | 6.596                                | 15                                   | 29 settembre                         |
| 3                                    | Lisa Raymond Rennae Stubbs           | 5.104                                | 17                                   | 7 ottobre                            |
| 4                                    | Vania King Jaroslava Švedova         | 4.978                                | 9                                    | 7 ottobre                            |

Il 14 settembre Gisela Dulko e Flavia Pennetta si sono qualificate per la prima volta al torneo di fine anno di doppio.
Gisela Dulko e Flavia Pennetta hanno formato la coppia migliore del 2010 vincendo più di tutte le altre e conquistando complessivamente 5 titoli. Il loro primo titolo è arrivato nel Sony Ericsson Open trionfando su Nadia Petrova e Samantha Stosur. Poi la coppia ha vinto 2 titoli consecutivi nella stagione sulla terra rossa europea al Porsche Tennis Grand Prix e agli Internazionali d'Italia battendo rispettivamente Květa Peschke e Katarina Srebotnik e le detentrici del Tour Champions: Nuria Llagostera Vives e María José Martínez Sánchez per 6-4, 6-2. Hanno inoltre vinto lo Swedish Open sconfiggendo Renata Voráčová e Barbora Strýcová e la Rogers Cup sconfiggendo Květa Peschke e Katarina Srebotnik. Al Mutua Madrileña Madrid Open hanno perso in finale contro Venus e Serena Williams così come nel China Open perdendo contro Chuang Chia-jung e Ol'ga Govorcova. La Dulko ha vinto un altro titolo di doppio nella Copa BBVA Colsanitas, insieme a Edina Gallovits. Nel Grande Slam sono state in grado di raggiungere le semifinali di Wimbledon e i quarti di finale dell'Australian Open, Open di Francia, e US Open.
Il 29 settembre Květa Peschke e Katarina Srebotnik si sono qualificate per l'evento.
Květa Peschke e Katarina Srebotnik hanno vinto due titoli nel 2010 entrambe negli Stati Uniti. Il primo titolo è stato il BNP Paribas Open dove hanno battuto la Stosur e la Petrova in finale. Il secondo titolo è venuto al Pilot Pen Tennis dopo aver battuto la squadra americana formata da Meghann Shaughnessy e Bethanie Mattek-Sands. Sono arrivate in finale in quattro eventi: al Dubai Tennis Championships, all'AEGON International, nella Rogers Cup perdendo contro Gisela Dulko & Flavia Pennetta e, infine, al Generali Ladies Linz perdendo contro le ceche Voracova e Zahlavova-Strycova. La Peschke ha vinto un altro titolo con la Chuang nel Moorilla Hobart International. Nel Grande Slam sono state in grado di raggiungere la finale degli Open di Francia perdendo contro Venus e Serena Williams 6-2, 6-3, i quarti di finale del Torneo di Wimbledon e il terzo turno degli US Open.
Il 7 ottobre dopo il ritiro delle sorelle Williams le squadre formate da Lisa Raymond con Rennae Stubbs e Vania King con Yaroslava Shvedova si sono qualificate per il torneo.
Serena Williams e Venus Williams nel 2010 hanno completato Il piccolo Slam (vittoria dei 4 tornei dello Slam non nello stesso anno solare). Hanno vinto l'Australian Open sconfiggendo Cara Black e Liezel Huber in finale e l'Open di Francia sconfiggendo la Peschke e la Srebotnik. Hanno vinto un altro titolo al Mutua Madrileña Madrid Open sulla Dulko e la Pennetta battute per 6-2, 7-5. La loro striscia vincente nei tornei del Grande Slam si è fermata a quota 27 quando hanno perso contro Elena Vesnina e Vera Zvonarëva nei quarti di finale del Torneo di Wimbledon. La coppia è diventata la no. 1 del mondo nel doppio per la prima volta quando hanno vinto l'Open di Francia. La coppia, dopo Wimbledon, non ha giocato per il resto della stagione. Entrambe le sorelle hanno subito un infortunio che le ha tenute lontane dai campi di gioco.
Lisa Raymond e Rennae Stubbs, ritornate insieme dopo un periodo in cui hanno giocato il doppio con partner differenti, hanno vinto un titolo insieme all'AEGON International battendo la Peschke e la Srebotnik. La Raymond ha vinto un altro titolo nell'Aegon Classic con Cara Black sconfiggendo il team americano formato dalla Huber e dalla Shaughnessy che sono state costrette al ritiro. Come squadra hanno raggiunto altre due finali al Mercury Insurance Open e a Cincinnati. In entrambe le occasioni hanno perso contro Marija Kirilenko, che ha fatto coppia con Zheng Jie e Viktoryja Azaranka. Sono stati in grado di raggiungere le semifinali degli Australian Open, i quarti di finale di Wimbledon e US Open e il terzo turno degli Open di Francia.
Vania King e Yaroslava Shvedova hanno iniziato la loro collaborazione durante la stagione sull'erba. Hanno vinto subito a Wimbledon battendo la Vesnina e la Zvonareva e gli US Open sconfiggendo la Petrova e la Huber per quanto riguarda i tornei del Grande Slam. Durante la stagione sull'erba hanno raggiunto la finale e poi sconfitte dalla Kudryavtseva e dalla Rodionova all'UNICEF Open. La King ha anche vinto altri due titoli con partner diversi: la Cellular South Cup con Michaëlla Krajicek sconfiggendo la Mattek-Sands e la Shaughnessy e l'Internationaux de Strasbourg con Alizé Cornet vincendo contro Alla Kudrjavceva e Anastasija Rodionova. Inoltre Vania ha raggiunto altre due finali nel Monterrey Open con Anna-Lena Grönefeld perdendo contro la Benešová e la Zahlavova-Strycova e nella Family Circle Cup con la Krajicek perdendo contro la Huber e la Petrova.

## Gruppi
Il gruppo bianco è composto da Viktoryja Azaranka, Jelena Janković, Kim Clijsters e Vera Zvonarëva. Il gruppo marrone è composto da Caroline Wozniacki, Francesca Schiavone, Samantha Stosur e Elena Dement'eva. Le riserve (in inglese alternate) sono la cinese Li Na e l'israeliana Shahar Peer.

## Testa a testa
|   |                     | Wozniacki | Zvonarëva | Clijsters | Schiavone | Stosur | Janković | Dement'eva | Azaranka | Totale |
| 1 | Caroline Wozniacki  |           | 3–3       | 0–1       | 1–2       | 2–2    | 0–4      | 4–3        | 3–2      | 13–17  |
| 2 | Vera Zvonarëva      | 3–3       |           | 2–6       | 10–0      | 2–5    | 6–6      | 2–5        | 5–2      | 30–27  |
| 3 | Kim Clijsters       | 1–0       | 6–2       |           | 11–0      | 3–0    | 6–1      | 11–3       | 2–1      | 40–7   |
| 4 | Francesca Schiavone | 2–1       | 0–10      | 0–11      |           | 2–4    | 1–3      | 5–7        | 1–2      | 11–38  |
| 5 | Samantha Stosur     | 2–2       | 5–2       | 0–3       | 4–2       |        | 2–3      | 2–4        | 0–4      | 15–20  |
| 6 | Jelena Janković     | 4–0       | 6–6       | 1–6       | 3–1       | 3–2    |          | 7–3        | 3–2      | 27–20  |
| 7 | Elena Dement'eva    | 3–4       | 5–2       | 3–11      | 7–5       | 4–2    | 3–7      |            | 3–1      | 28–32  |
| 8 | Viktoryja Azaranka  | 2–3       | 2–5       | 1–2       | 2–1       | 4–0    | 2–3      | 1–3        |          | 14–17  |

## Montepremi e punti
Il montepremi totale per il torneo è di 4.5 milioni di dollari americani.
| Turno                    | Singolare  | Doppio1   | Punti 3 |
| ------------------------ | ---------- | --------- | ------- |
| Campionessa              | +770 000 $ | 375 000 $ | +450    |
| Finalista                | +380 000 $ | 187 500 $ | +360    |
| Round Robin (3 vittorie) | 400 000 $  | 93 750 $2 | 690     |
| Round Robin (2 vittorie) | 300 000 $  | –         | 530     |
| Round Robin (1 vittoria) | 200 000 $  | –         | 370     |
| Round Robin (0 vittorie) | 100 000 $  | –         | 210     |
| Alternative              | 50 000 $   | –         |         |

- 1 Montepremi per tutta la squadra.
- 2 Montepremi per le semifinaliste del doppio
- 3 per ogni partita giocata nel round robin una giocatrice ottiene 70 punti automaticamente, e per ogni girone vinto ottiene 160 punti aggiuntivi

## Round Robin

### Giorno 1

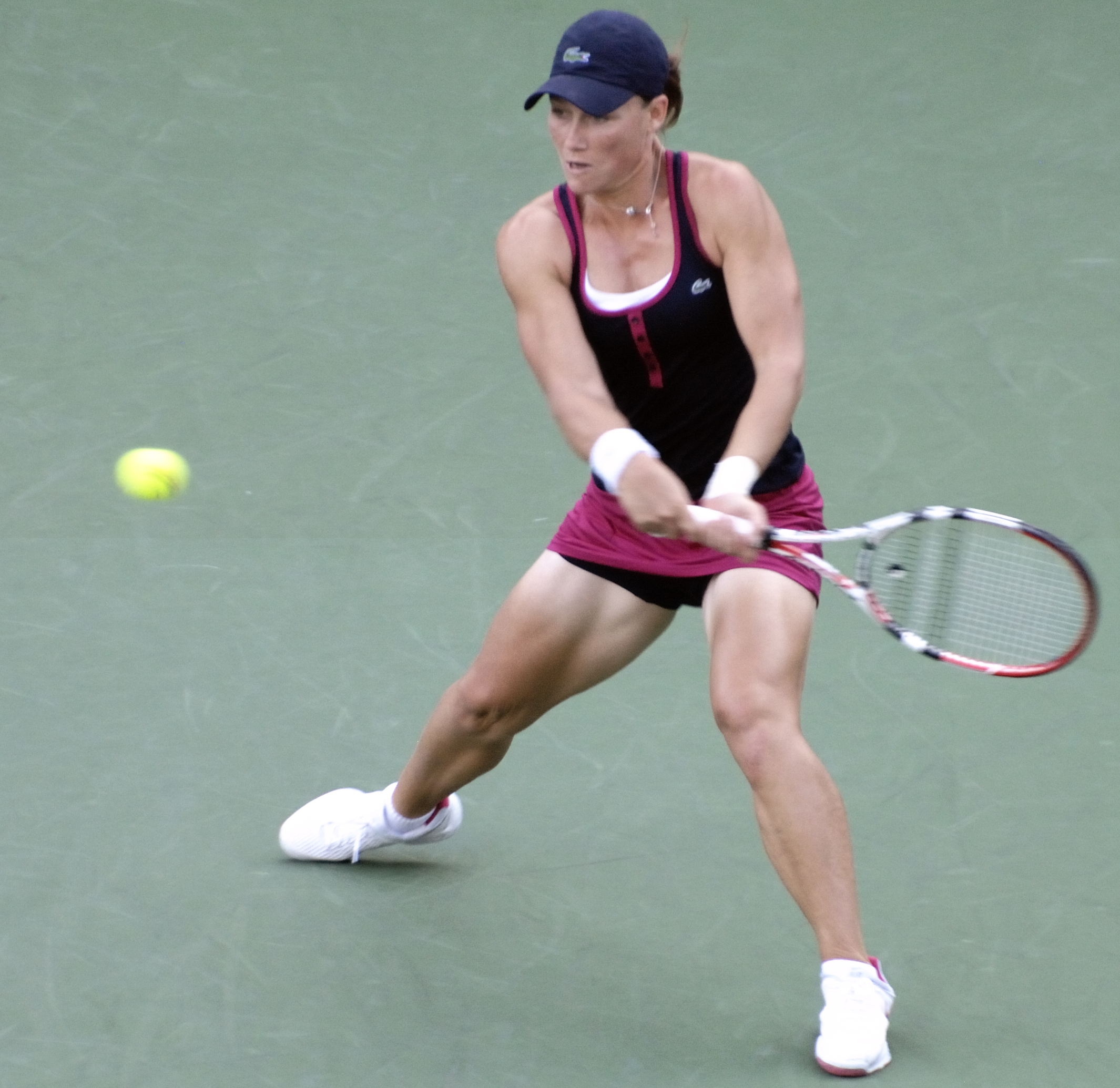
Samantha Stosur ha vinto il suo primo incontro contro Francesca Schiavone

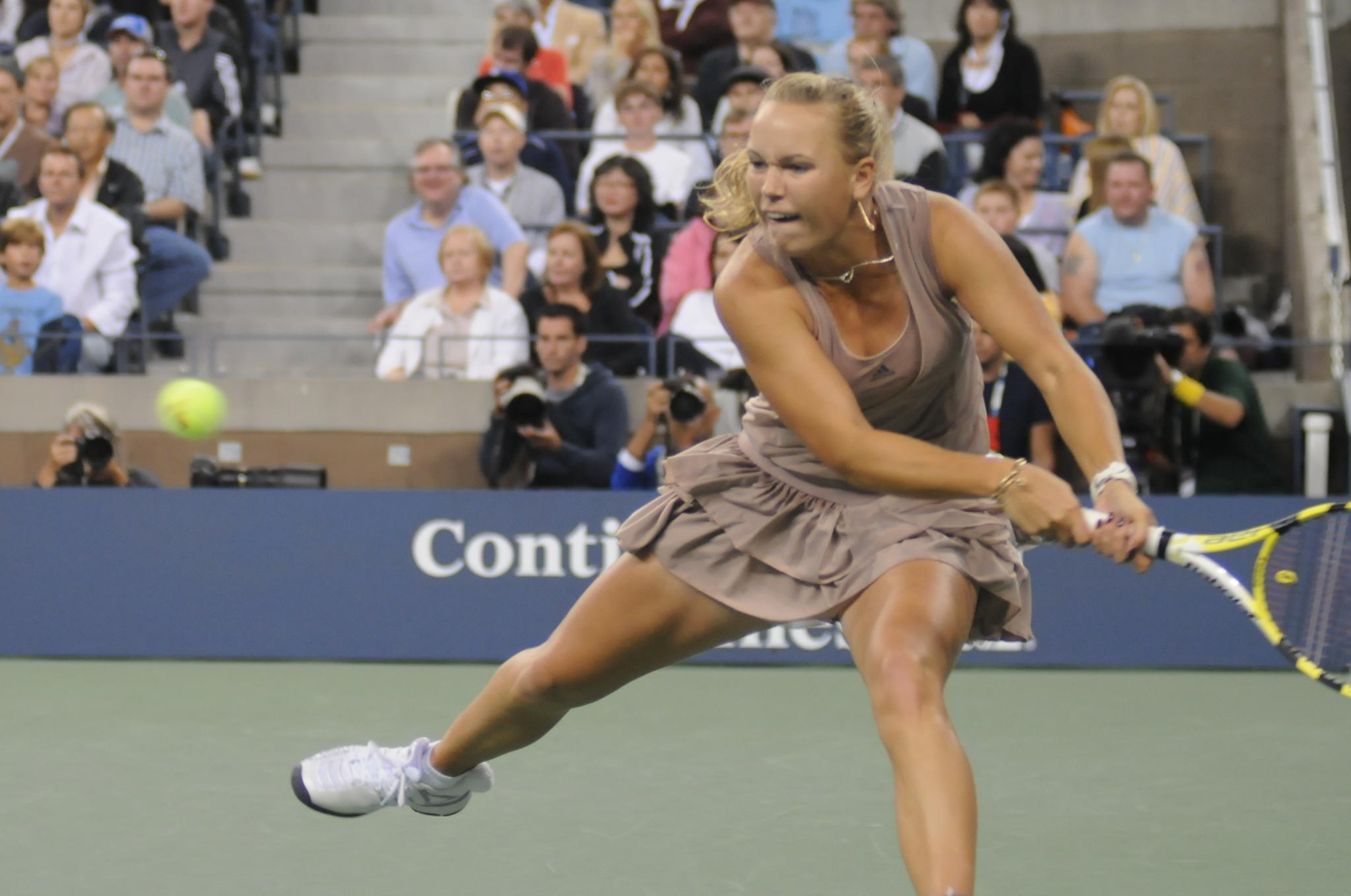
Caroline Wozniacki ha vinto nettamente contro Elena Dement'eva

Il torneo è stato inaugurato dal gruppo bianco dove la russa Vera Zvonarëva (testa di serie nº 2) ha battuto nettamente per 6-3, 6-0 la serba Jelena Janković. A seguire nel gruppo marrone la danese Caroline Wozniacki, numero 1 del ranking WTA ha avuto la meglio sull'altra russa Elena Dement'eva sconfitta per 6–1, 6–1. Nell'ultimo incontro della giornata l'italiana Francesca Schiavone ha perso contro Samantha Stosur per 6–4, 6–4 nella riedizione della finale del Roland Garros giocata quell'anno e vinto dalla Schiavone.
| Khalifa International Tennis and Squash Complex | Khalifa International Tennis and Squash Complex | Khalifa International Tennis and Squash Complex | Khalifa International Tennis and Squash Complex |
| Gruppo                                          | Vincitrice                                      | Perdente                                        | Punteggio                                       |
| ----------------------------------------------- | ----------------------------------------------- | ----------------------------------------------- | ----------------------------------------------- |
| Gruppo Bianco                                   | Vera Zvonarëva                                  | Jelena Janković                                 | 6–3, 6–0                                        |
| Gruppo Marrone                                  | Caroline Wozniacki                              | Elena Dement'eva                                | 6–1, 6–1                                        |
| Gruppo Marrone                                  | Samantha Stosur                                 | Francesca Schiavone                             | 6–4, 6–4                                        |
| Il 1° match è iniziato alle 17:00 (ora locale)  |                                                 |                                                 |                                                 |

### Giorno 2

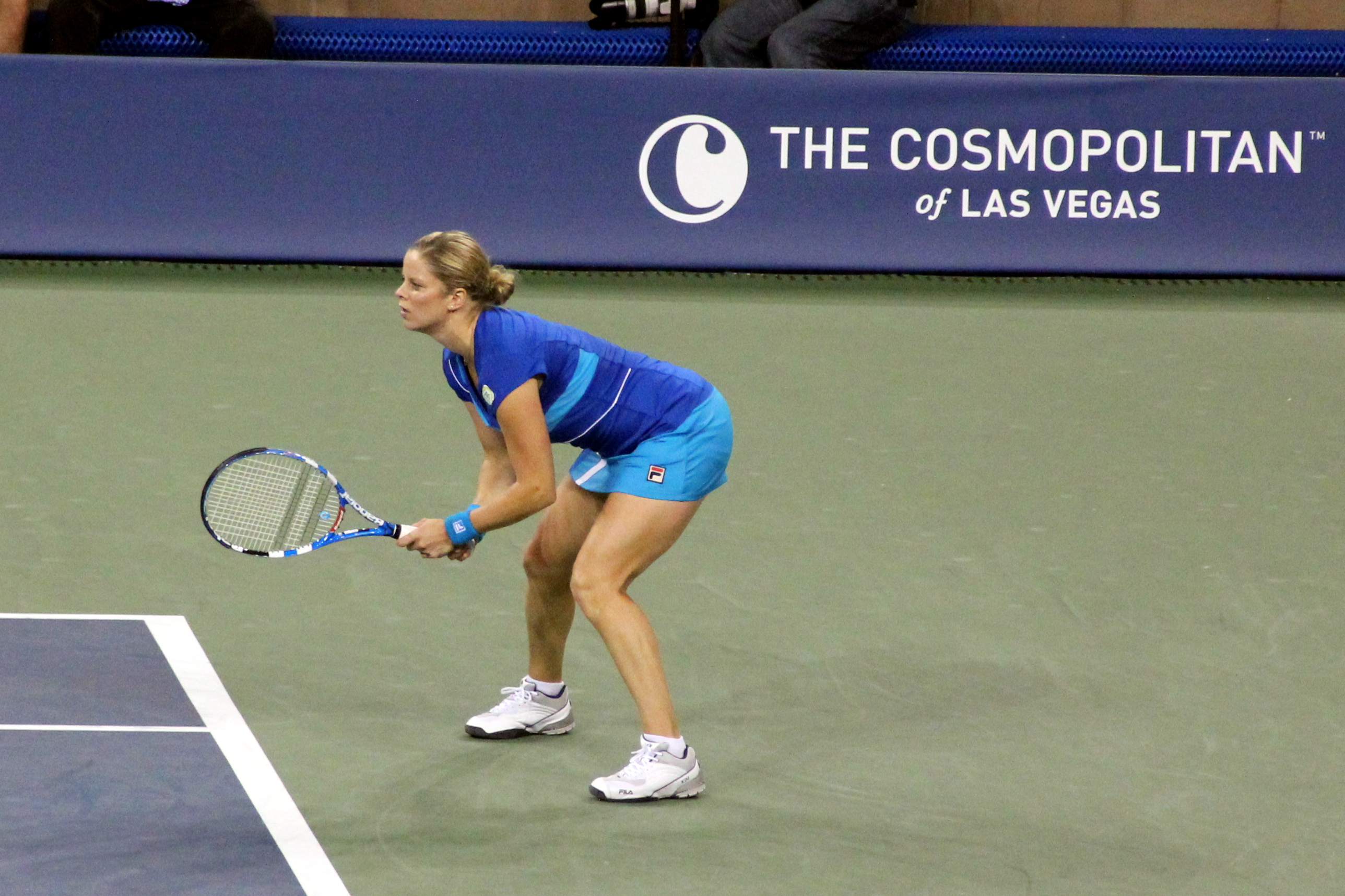
Kim Clijsters ha vinto al suo esordio contro Jelena Janković

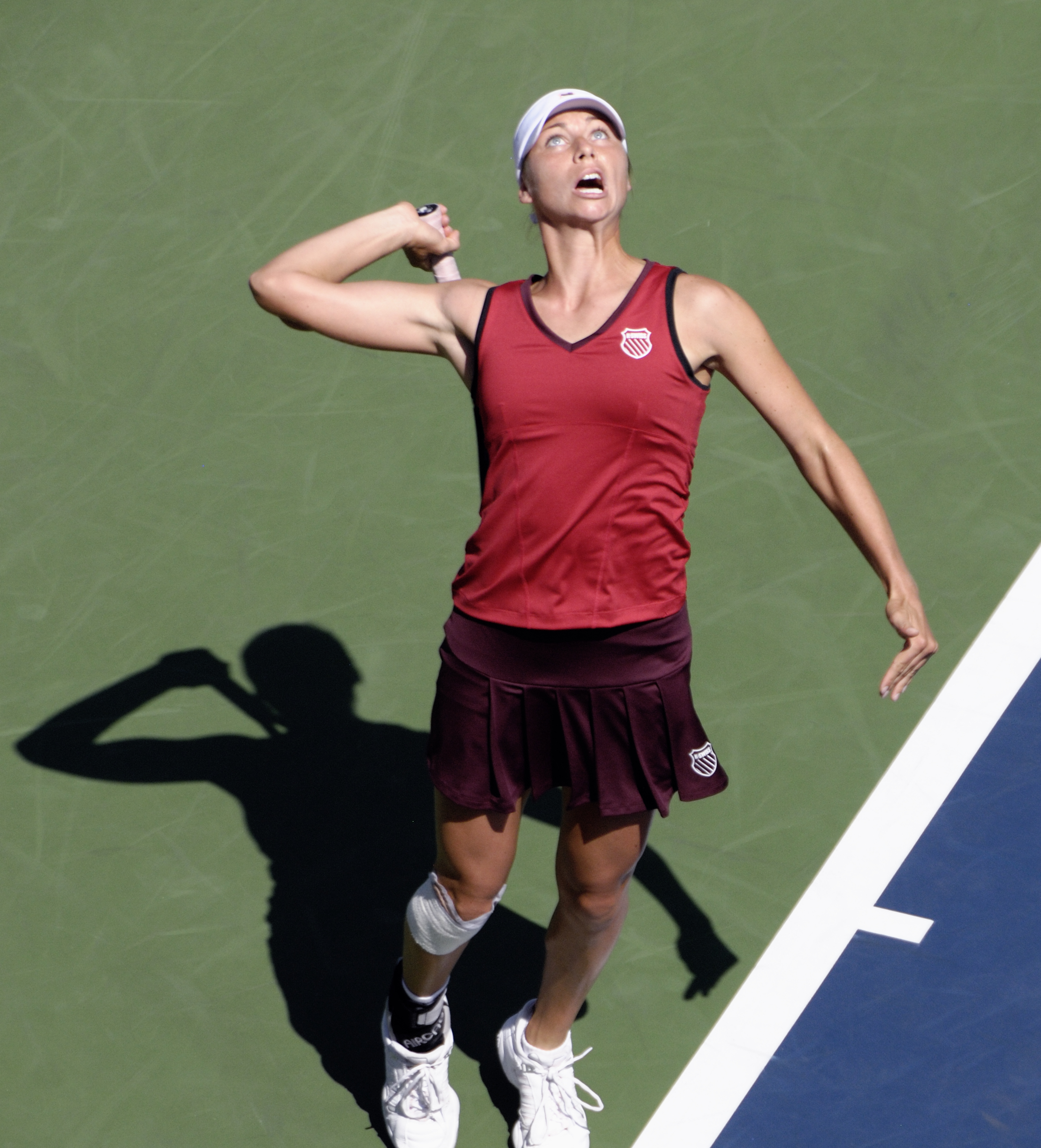
Vera Zvonarëva ha vinto il suo 2° match contro Viktoryja Azaranka

Il programma nella seconda giornata si è aperto con l'incontro nel gruppo bianco tra la bielorussa Viktoryja Azaranka e la russa Vera Zvonarëva a prevalere è stata quest'ultima che si è imposta in due set con il punteggio di 7–6(4), 6–4. Sempre nel gruppo bianco la serba Jelena Janković ha perso contro la futura vincitrice Kim Clijsters che ha avuto la meglio in due set col punteggio di 6–2, 6–3. La finalista del Roland Garros, Samantha Stosur, ha battuto, nell'ultimo incontro di giornata la numero 1 del mondo, Caroline Wozniacki con il punteggio di 6–4, 6–3.
| Khalifa International Tennis and Squash Complex | Khalifa International Tennis and Squash Complex | Khalifa International Tennis and Squash Complex | Khalifa International Tennis and Squash Complex |
| Gruppo                                          | Vincitrice                                      | Perdente                                        | Punteggio                                       |
| ----------------------------------------------- | ----------------------------------------------- | ----------------------------------------------- | ----------------------------------------------- |
| Gruppo Bianco                                   | Vera Zvonarëva                                  | Viktoryja Azaranka                              | 7–6(4), 6–4                                     |
| Gruppo Bianco                                   | Kim Clijsters                                   | Jelena Janković                                 | 6–2, 6–3                                        |
| Gruppo Marrone                                  | Samantha Stosur                                 | Caroline Wozniacki                              | 6–4, 6–3                                        |
| Il 1° match è iniziato alle 17:00 (ora locale)  |                                                 |                                                 |                                                 |

### Giorno 3

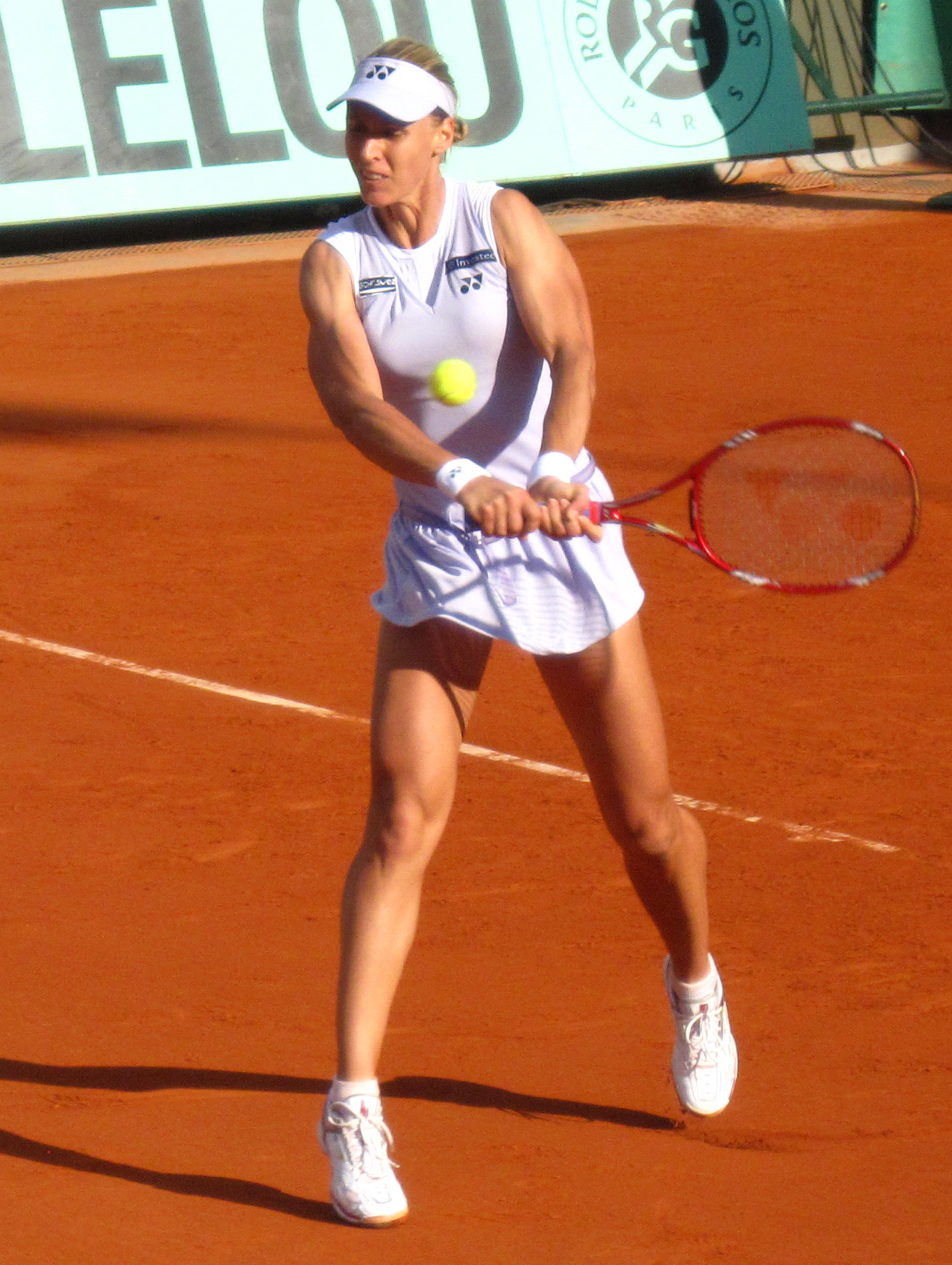
Elena Dement'eva ha vinto il suo primo match contro Samantha Stosur

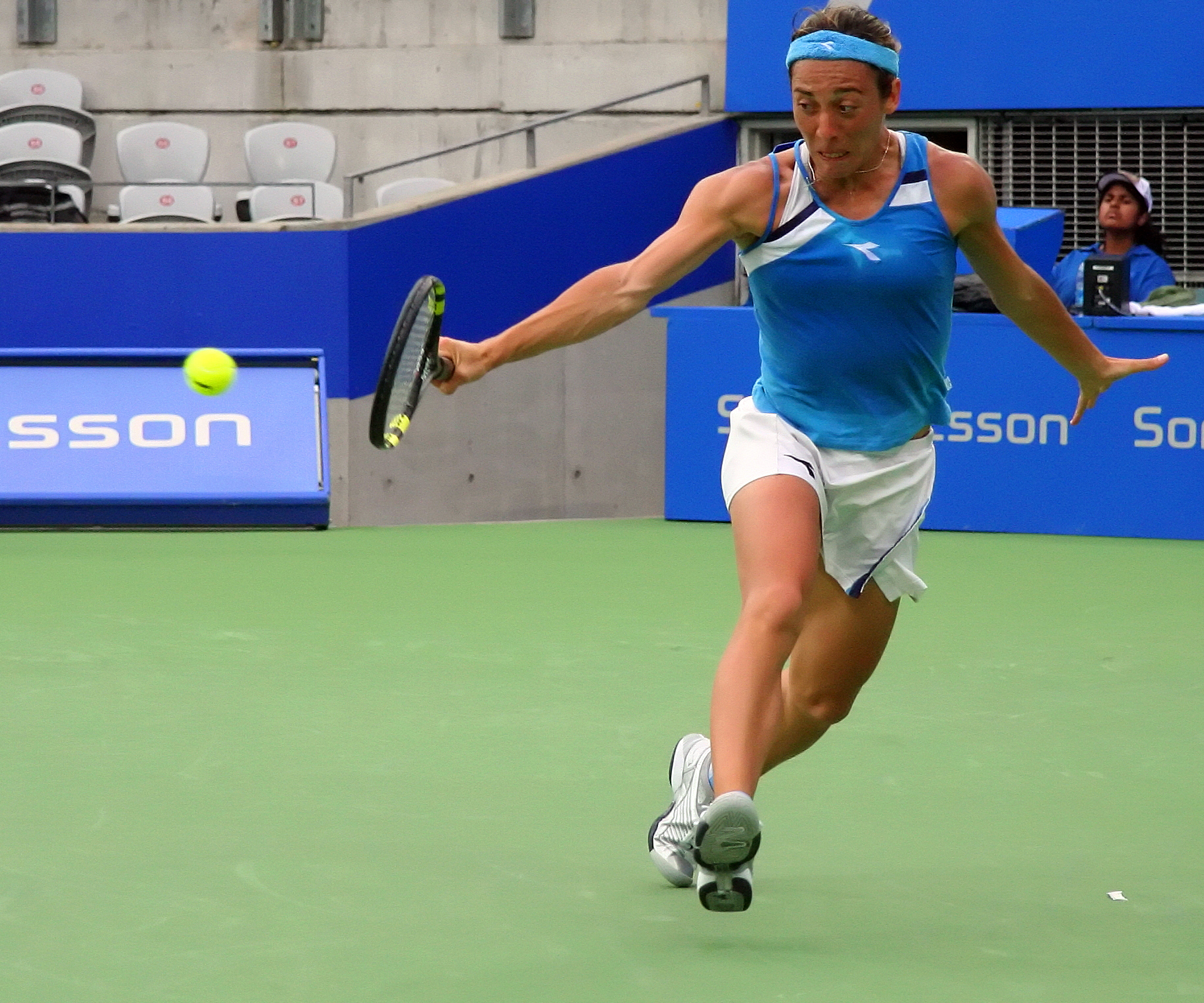
Francesca Schiavone ha perso la sua seconda partita consecutiva ed è stata eliminata dal torneo

Nella terza giornata nel gruppo marrone Francesca Schiavone è stata battuta, dopo aver vinto il primo set, dalla numero uno del mondo Caroline Wozniacki per 3–6, 6–1, 6–1. Con questo risultato l'italiana è stata matematicamente eliminata dal torneo. L'australiana Samantha Stosur ha subito la prima sconfitta nel gruppo marrone battuta dalla russa Elena Dement'eva, testa di serie numero 7. Il terzo e ultimo match di giornata ha visto contrapposte l'ex numero uno del mondo Kim Clijsters e la bielorussa Viktoryja Azaranka a prevalere è stata la belga, testa di serie numero 3, con il punteggio di 6–4, 5–7, 6–1.
| Khalifa International Tennis and Squash Complex | Khalifa International Tennis and Squash Complex | Khalifa International Tennis and Squash Complex | Khalifa International Tennis and Squash Complex |
| Gruppo                                          | Vincitrice                                      | Perdente                                        | Punteggio                                       |
| ----------------------------------------------- | ----------------------------------------------- | ----------------------------------------------- | ----------------------------------------------- |
| Gruppo Marrone                                  | Elena Dement'eva [7]                            | Samantha Stosur [5]                             | 4–6, 6–4, 7–6(4)                                |
| Gruppo Marrone                                  | Caroline Wozniacki [1]                          | Francesca Schiavone [4]                         | 3–6, 6–1, 6–1                                   |
| Gruppo Bianco                                   | Kim Clijsters [3]                               | Viktoryja Azaranka [8]                          | 6–4, 5–7, 6–1                                   |
| Il 1° match è iniziato alle 17:00 (ora locale)  |                                                 |                                                 |                                                 |

### Giorno 4

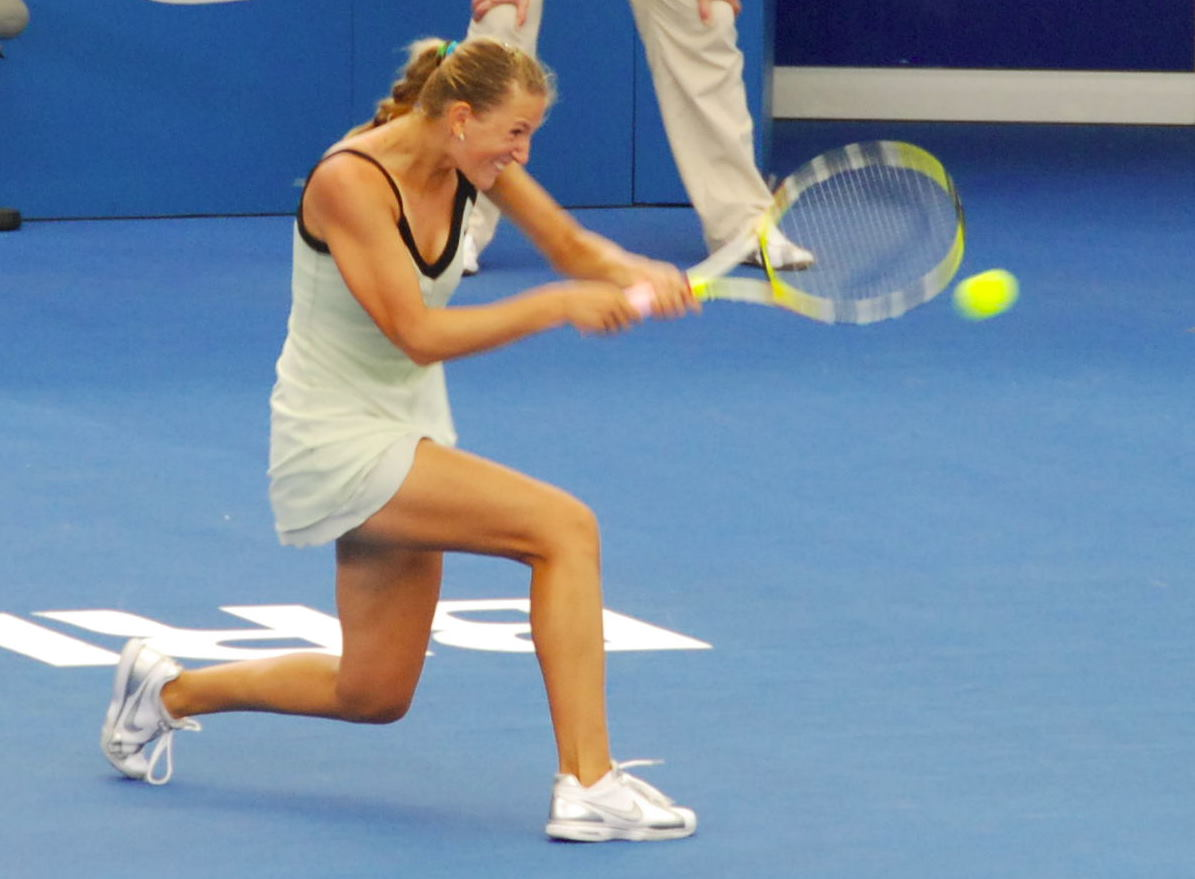
Viktoryja Azaranka ha battuto Jelena Janković nell'ultimo match del suo girone

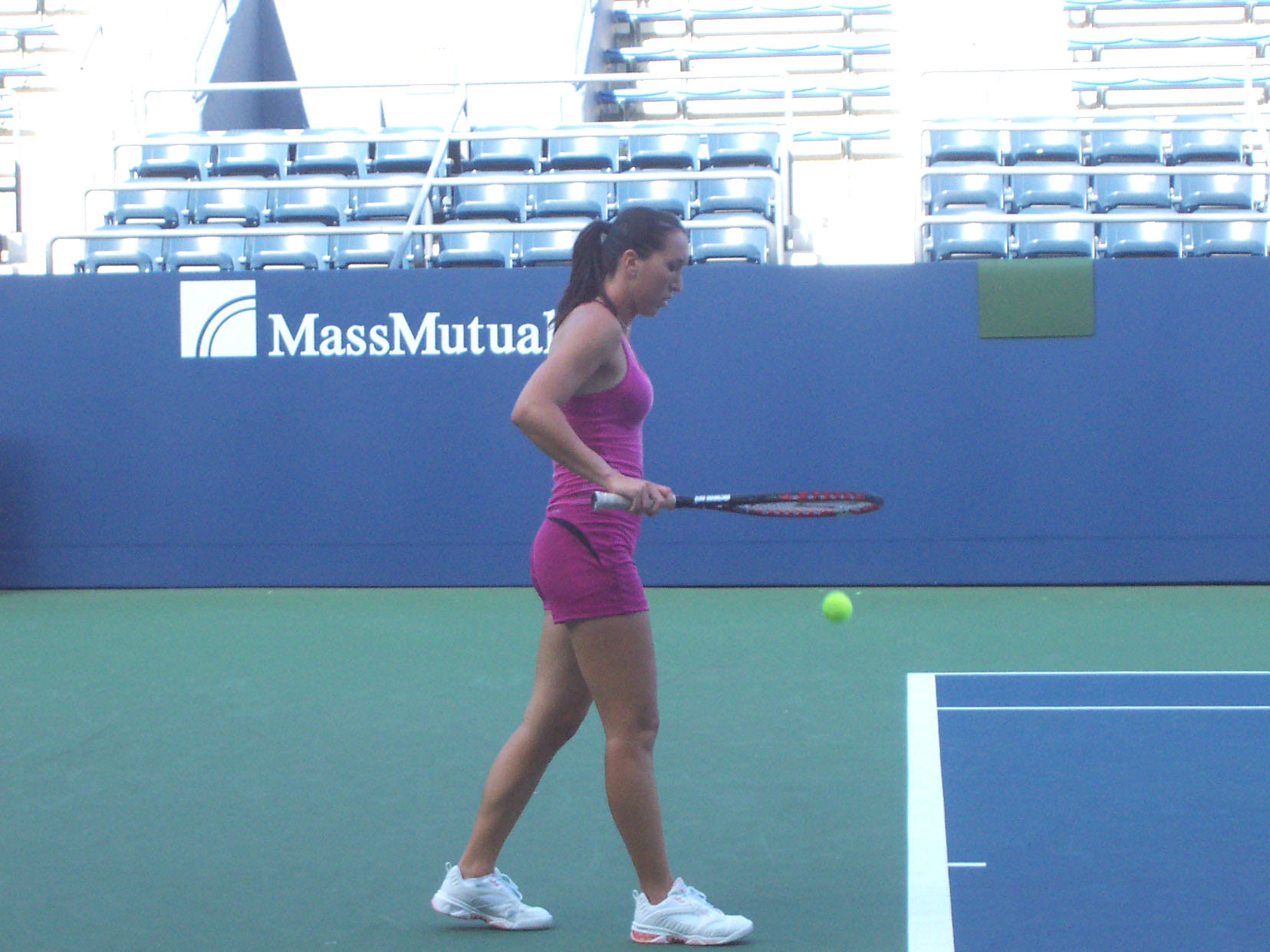
Jelena Janković nel round robin ha perso 3 incontri su 3

Nel match inaugurale della quarta giornata Francesca Schiavone, numero 6 del ranking mondiale, si è imposta in due set sulla russa Elena Dement'eva battuta con il risultato di 6-4 6-2. A fine match la Dement'eva ha annunciato, a sorpresa, il suo ritiro dal tennis professionistico. Nel secondo match di singolare di giornata la Zvonareva, numero 2 del mondo, ha prevalso sulla belga Kim Clijsters per 6-4, 7-5. L'ultimo match di giornata ha visto contrapposte Jelena Janković e Viktoryja Azaranka, già sicure della loro eliminazione. A prevalere è la Azaranka con il punteggio di 6-4 6-1.
| Khalifa International Tennis and Squash Complex | Khalifa International Tennis and Squash Complex | Khalifa International Tennis and Squash Complex | Khalifa International Tennis and Squash Complex |
| Gruppo                                          | Vincitrice                                      | Perdente                                        | Punteggio                                       |
| ----------------------------------------------- | ----------------------------------------------- | ----------------------------------------------- | ----------------------------------------------- |
| Gruppo Marrone                                  | Francesca Schiavone [4]                         | Elena Dement'eva [7]                            | 6–4, 6–2                                        |
| Gruppo Bianco                                   | Vera Zvonarëva [2]                              | Kim Clijsters [3]                               | 6–4, 7–5                                        |
| Gruppo Bianco                                   | Viktoryja Azaranka [8]                          | Jelena Janković [6]                             | 6–4, 6–1                                        |
| Il 1° match è iniziato alle 17:00 (ora locale)  |                                                 |                                                 |                                                 |

### Giorno 5
Nel primo match della quinta giornata e il primo a eliminazione diretta del torneo di singolare Kim Clijsters ha sconfitto l'australiana Samantha Stosur col punteggio di 7-6 6-1, qualificando per la terza volta alla finale del Masters di fine anno. Nel'altra semifinale la numero 1 del mondo Caroline Wozniacki ha avuto la meglio sulla russa Vera Zvonarëva che ha vinto il primo set per 7 giochi a 5, ma secondo senza concedere nessun game all'avversaria.
| Khalifa International Tennis and Squash Complex                                                | Khalifa International Tennis and Squash Complex | Khalifa International Tennis and Squash Complex | Khalifa International Tennis and Squash Complex |
| Gruppo                                                                                         | Vincitrice                                      | Perdente                                        | Punteggio                                       |
| ---------------------------------------------------------------------------------------------- | ----------------------------------------------- | ----------------------------------------------- | ----------------------------------------------- |
| Semifinali doppio                                                                              | Květa Peschke [2] Katarina Srebotnik [2]        | Lisa Raymond [3] Rennae Stubbs [3]              | 7-66, 6-3                                       |
| Semifinali singolare 1                                                                         | Kim Clijsters [3]                               | Samantha Stosur [5]                             | 7-63, 6-1                                       |
| Semifinali singolare                                                                           | Caroline Wozniacki [1]                          | Vera Zvonarëva [2]                              | 7-5, 6-0                                        |
| Semifinali doppio 2                                                                            | Gisela Dulko [1] Flavia Pennetta [1]            | Vania King [4] Jaroslava Švedova [4]            | 6-4, 6-4                                        |
| Il 1° match è iniziato alle 15:00 (ora locale) 1 Non prima delle 17:30 2 Non prima delle 20:30 |                                                 |                                                 |                                                 |

### Giorno 6
Nella giornata conclusiva la belga Kim Clijsters ha vinto il torneo di singolare per la terza volta nella sua carriera superando con il punteggio di 6–3, 5–7, 6–3 la numero 1 del mondo Caroline Wozniacki. Flavia Pennetta e Gisela Dulko hanno vinto il torneo di doppio superando in finale la coppia formata dalla ceca Květa Peschke e dalla slovena Katarina Srebotnik con il punteggio di 7-5 6-4.
| Khalifa International Tennis and Squash Complex           | Khalifa International Tennis and Squash Complex | Khalifa International Tennis and Squash Complex | Khalifa International Tennis and Squash Complex |
| Gruppo                                                    | Vincitrice                                      | Perdente                                        | Punteggio                                       |
| --------------------------------------------------------- | ----------------------------------------------- | ----------------------------------------------- | ----------------------------------------------- |
| Finale singolare                                          | Kim Clijsters [3]                               | Caroline Wozniacki [1]                          | 6–3, 5–7, 6–3                                   |
| Finale doppio 1                                           | Gisela Dulko [1] Flavia Pennetta [1]            | Květa Peschke [2] Katarina Srebotnik [2]        | 7–5, 6–4                                        |
| Il 1° match è iniziato alle 18:00 1 Non prima delle 20:00 |                                                 |                                                 |                                                 |

## Campionesse

### Singolare
Kim Clijsters ha battuto in finale  Caroline Wozniacki, 6–3, 5–7, 6–3
- È il 5º titolo dell'anno per Kim Clijsters il 60° della sua carriera. È il 3° successo al Masters dopo quelli del 2002 e del 2003.

### Doppio
Gisela Dulko /  Flavia Pennetta hanno battuto in finale  Květa Peschke /  Katarina Srebotnik, 7–5, 6–4.